# Darian Leader
Darian Leader es un psicoanalista británico y autor. Es miembro fundador del Centre for Freudian Analysis and Research (CFAR), y es conocido por su activismo por la salud mental.
Su libro más reciente es 'Strictly Bipolar' [Estrictamente Bipolar], descrito por Hilary Mantel como "'un libro oportuno para la época." Según ella, "Las ideas de Darian Leader son más consistentes, interesantes, humanas y persuasivas que la coerción de lucro de la industria de la locura. En vez del burdo razonamiento que conduce a tratamiento equívoco o excesivo, ofrece esclarecimiento e insight; su libro es una contribución a un debate, pero también puede transformar vidas."
Darian Leader es Presidente del College of Psychoanalysts,, Consejero del Freud Museum, y catedrático Visitante Honorario en Psicoanálisis en la Universidad Roehampton.

### Libros en español
- Lacan para principiantes, tr. Leandro Wolfson, Buenos Aires : Era Naciente, 1995.
- La moda negra : duelo, melancolía y depresión, tr. Elisa Corona Aguilar, Madrid : Sexto Piso, 2011.
- ¿Qué es la locura?, tr. Raquel Vicedo, México: Sexto piso, 2011.
- El robo de la Mona Lisa: lo que el arte nos impide ver, tr. Elisa Corona Aguilar, México: Sexto Piso / Consejo Nacional para la Cultura y las Artes, 2014.
- Estrictamente bipolar, tr. María Tabuyo y Agustín López Tobajas, México: Sexto Piso, 2015.
- ¿Por qué no podemos dormir? Nuestra mente durante el sueño y el insomnio, tr. Albino Santos, Madrid: Sexto Piso, 2019.
- El goce, ¿de veras?, tr. Rodolfo Marcos-Turnbull, México: Me cayó el veinte, 2021.

### Libros
- Lacan for Beginners, 1995, later editions with a changed title: Introducing Lacan (2000, 2005)
- Why Do Women Write More Letters Than they Post?, 1996
- Promises Lovers Make When It Gets Late, 1997[14]
- Freud's Footnotes, 2000[15]
- Stealing the Mona Lisa: What Art Stops Us from Seeing, 2002[16]
- Why Do People Get Ill? Exploring the Mind-Body-Connection (with David Corfield), 2007[17][18][19][20]
- The New Black. Mourning, Melancholia and Depression, 2008[21][22][23][24]
- What Is Madness?, 2011[25][26][27][28]
- Jouissance: Sexuality, Suffering and Satisfaction, 2021.

### Ensayos
- 1998 'A Response to the Photographs.' En Henry Bond (ed.) The Cult of the Street (London: Emily Tsingou Gallery).
- 1988 'Entries on psychoanalysis.' En "Fontana Dictionary of Modern Though" (London Fontana).
- 1990 'Trahison ou Traduction du Trait Pervers'. En "Navarin" (Paris).
- 1997 Phantasy in Klein and Lacan.' En "The Klein-Lacan Dialogues" (London Rebus Press; Eds Bernard Burgoyne and Mary Sullivan)
- 1998 Lacan’s Schema L, en 'Mapping the Soul, Models and Schemas in Psychoanalysis" (ed Bernard Burgoyne, London, Rebus Press)
- 1998 'Beating Phantasies and Sexuation' en "Psychoanalysis and Sexual Difference" (ed "Renata Salecl", "Duke University Press".)
- 2000 'Freud’s Interpretation of Dreams', en "Waterstone’s Guide to Literature", London, pp. 32–36.
- 2003 'Lacan’s Myths', in Jean-Michel Rabate, ed, "‘The Cambridge Companion to Lacan’", (Cambridge University Press), pp.35-49.
- 2004 'Can there be a monopoly on psychoanalysis?' en "'Who Owns Psychoanalysis?'", ed Ann Casement, London, Karnac Books.

### Ensayos de arte
- 1998 'A Response to the Photographs' en Henry Bond, The Cult of the Street, Emily Tsingou Gallery, np.
- 1999 'Body Swap', Marc Quinn, Hannover Kunstverein, np.
- 2000 'Sculpture Between the Living and the Dead', en Marc Quinn, Milan, Prada Foundation, pp. 14–19.
- 2002 'Animals Looking Sideways', en Olivier Richon, Royal College of Art.
- 2002 'Eva Hesse', Tate Magazine, 2, pp. 78–81.
- 2002 'The System of Rodney Grahams Costume Trilogy', en Rodney Graham, London, Whitechapel Gallery, pp. 35–43.
- 2002 'Stealing the Mona Lisa, What Art Stops Us from Seeing', London, Faber and Faber.
- 2003 'Out of Place', Art Review, 54, pp. 66–8.
- 2003 'Elastic Band Reality', Modern Painters, 16, pp. 90–93.
- 2003 'Drawing on Space', en Antony Gormley, Domain Field, Gateshead, Baltic, pp. 8–15.
- 2003 'Anya Gallaccio', Modern Painters, 19.
- 2003 'Drawing on Space in Domain Field at Winchester: Antony Gormley', Winchester, Hampshire Sculpture Trust, pp. 8–15
- 2003 'Some Thoughts on Greenbergs Abstract, Representational, and So Forth', en Transmission, Speaking and Listening, ed Sharon Kivland and Lesley Sanderson, Sheffield Hallam University, pp. 15–21.
- 2004 'Drawing in Space' in Antony Gormley, Making Space, Gateshead, Baltic, pp. 57–76
- 2004 'What Turns Something into Something Else?' en Marc Quinn, Flesh, Irish Museum of Modern Art, pp.xi-xiv.
- 2005 'The Double Life of Objects' en Cornelia Parker, Perpetual Canon, Stuttgart, Kerber Verlag, pp. 72–7.
- 2005 'Sophy Rickett', Portfolio, 41, pp. 22–26.
- 2005 'The Information', in Nigel Cooke, Andrea Rosen Gallery, New York.
- 2006 'Primal Scene Photography', en Bettina Von Zwehl, Steidl/Photoworks
- 2006 'The Architecture of Life', en Jane and Louise Wilson: Sealander, Haunch of Venison, Zúrich
- 2006 'Polymorphous Perverse: Tim Noble and Sue Webster', Time Out, December 12
- 2007 'Chop Chop', en Loukia Alavanou, Haas and Fischer, Zúrich
- 2008 'Life Painting' en Ed Cohen, Jeannie Freilich Gallery, New York
- 2008 'Freudian Tales' en Alice Anderson, Artprojex, London
- 2009 'Assault on the Egg' en Enrico David, Basel Kunstverein
- 2009 'The Blank Page', en This is not a book about Gavin Turk, London, White Cube
- 2009 'In Conversation with Jeff McMillan', The Possibility of an Island, Peer Gallery, London
- 2009 'In Conversation with the Turner Prize artists', Tate Etc, forthcoming
- 2009 'Forms of Attachment' en Martin Creed, Works, Thames and Hudson, London
- 2010 On Antony Gormley, 'Being a Part of It', en Antony Gormley, 'One and Other', Jonathan Cape, London, pp. 312–7.
- 2010  On Dawn Woolley, 'Cut-Outs', en 'Cut to the Measure of Desire', Cardiff n.p.
- 2010  On Christian Marclay, 'Glue', en 'The Clock', White Cube, London n.p.
- 2010 On Anish Kapoor, 'Turning the World Upside Down', en 'Turning the World Upside Down', Serpentine Gallery.
- 2013 On Andrew Grassie, 'Looper', The Rennie Collection, Vancouver

Una lista de artículos periodísticos puede encontrarse en here.